# Джеймс Кромуел
Джеймс Оливър Кромуел (на английски: James Oliver Cromwell) (роден на 27 януари 1940 г.) е американски актьор. 

## Избрана филмография
- Военнополева болница (1977)
- Магнум (1980)
- Спасяването (1988)
- Матлок (1990)
- Стар Трек: Следващото поколение (1993)
- Бейб (1995)
- Стар Трек: Космическа станция 9 (1995)
- Заличителят (1996)
- Поверително от Ел Ей (1997)
- Житейски уроци (1997)
- Бейб в града (1998)
- Смъртоносно влияние (1998)
- Дъщерята на генерала (1999)
- Зеленият път (1999)
- Кедри в снега (1999)
- Звездни каубои (2000)
- Спешно отделение (2001)
- Стар Трек: Ентърпрайз (2001)
- Спирит (2002)
- Всички страхове (2002)
- Два метра под земята ООД (2003)
- Аз, роботът (2004)
- Свободна игра (2005)
- Кралицата (2006)
- Спайдър-Мен 3 (2007)
- 24 (2007)
- Секретариат – конят легенда (2010)
- Артистът (2011)
- Зловеща семейна история: Лудница (2012)
- Героичната шесторка (2014)
- Младият Папа (2016)
- Джурасик свят: Рухналото кралство (2018)